# Southampton Dock
Southampton Dock és una cançó del grup britànic de rock progressiu Pink Floyd. Concretament és el novè títol de l'àlbum The final cut un àlbum conceptual antibèl·lic amb elements d'òpera rock aparegut el 1983,
La cançó descriu el retorn dels soldats al port de Southampton al final de la Segona Guerra Mundial, amb moltes baixes respecte els que van marxar, i anys més tard una dona, aparentment Margaret Thatcher, que s'acomiada dels soldat embarcats cap a la guerra de les Malvines. És un lament dedicat als herois de guerra que tornen i per als soldats que s'encaminen cap a una mort segura. Fou un peça molt interpretada pels espectacles de Roger Waters, després que deixés el grup, com Get Your Filthy Hands Off My Desert. També va aparèixer en molts DVD, com el de l'espectacle In the Flesh: Live.

## Crèdits
- Roger Waters - veus, guitarres acústiques, baix
- Michael Kamen - piano, orquestra
- National Philharmonic Orchestra